# ПідБіт
Підбіт (англ. PidBit) — українська спільнота реп-виконавців, заснована 22 липня 2009 року як конкурсна онлайнова платформа для реперів-початківців. Конкурс відбувається на постійній основі у двох форматах — Реп-ліга та Кубок ПідБіт.
Станом на січень 2015 року учасниками змагань є 215 реп-виконавців із усіх міст України.

## Історія створення
Проєкт виник з ідеї провести конкурс на вправність римування серед шанувальників репу. Після двох сезонів текстового батлу організатори запропонували учасникам записати треки на задану тему. Розпочався перший сезон аудіобатлу. Із того часу на конкурс було записано понад 1500 пісень, і проведено 15 повних сезонів змагань за кубковою системою.

## Формат змагань
Реп-батли на порталі Підбіт відбуваються у двох варіантах: Кубок Підбіт та Українська Реп-ліга.

### Кубок ПідБіт
Кубок ПідБіт — формат проведення конкурсу реп-батлів за олімпійською схемою («на виліт»). Учасники подають заявки на відбір, після чого організатори розділяють їх на пари, і змагання відбувається за кубковою схемою — до фіналу. Наразі проведено 11 повних сезонів Кубку
| Сезон    | Дата                              | Переможець       | Місто            |
| -------- | --------------------------------- | ---------------- | ---------------- |
| 1 сезон  | 22 жовтня 2009 — 23 березня 2010  | YVY              | Київ             |
| 2 сезон  | 29 березня 2010 — 24 липня 2010   | Репчитатив (322) | Львів            |
| 3 сезон  | 24 липня 2010 — 4 грудня 2010     | Крекер           | Івано-Франківськ |
| 4 сезон  | 15 грудня 2010 — 11 квітня 2011   | Jmc              | Жидачів          |
| 5 сезон  | 22 травня 2011 — 21 жовтня 2011   | Bujidog          | Полтава          |
| 6 сезон  | 28 жовтня 2011 — 1 березня 2012   | Фірман           | Рівне            |
| 7 сезон  | 10 березня 2012 — 28 липня 2012   | Кухар Шон        | Черкаси          |
| 8 сезон  | 31 липня 2012 — 2 січня 2013      | Депо (Центра)    | Золотоноша       |
| 9 сезон  | 21 лютого 2013 — 22 липня 2013    | Гоня (Глава 94)  | Львів            |
| 10 сезон | 28 вересня 2013 — 1 лютого 2014   | Ozbroen          | Рівне            |
| 11 сезон | 20 квітня 2014 — 21 вересня 2014  | Лірик            | Івано-Франківськ |
| 12 сезон | 20 січня 2015 — 22 травня 2015    | X-tra            | Тернопіль        |
| 13 сезон | 9 листопада 2015 — 10 лютого 2016 | Пако             | Золотоноша       |
| 14 сезон | 27 серпня 2016 (батл наживо)      | Yorke            | Львів            |
| 15 сезон | 19 лютого 2017 — 8 липня 2017     | Махабундаз       | Тернопіль        |
| 16 сезон | 13 грудня 2019 — 30 липня 2020    |                  | триває фінал     |

## Українська Реп-ліга
Учасниками Реп-ліги є лише конкурсанти попередніх сезонів реп-батлу. Перелік учасників заноситься до турнірної таблиці. У цій таблиці враховується кількість проведених реп-поєдинків, та кількість перемог/поразок. За одну перемогу учасникові нараховується 4 бали. Відповідно рейтинг учасників визначається за спаданням по набраних очках — кількістю перемог, помноженою на 4. Оцінюють конкурсантів судді, до складу яких входять українські реп-артисти та знавці культури хіп-хопу. Серед них, до прикладу, — МІСТо 44, Тулим, PVNCH, Freel, Дельта, VovaZIL'Vova. Загалом їх кількість перевищує 30 осіб, оскільки суддівський склад оновлюється щосезону. Судді оцінюють кожну пару учасників, виставляючи бали згідно з визначеною шкалою оцінювання. Критерії оцінювання — флоу (подача), римування, розкриття заданої теми конкурсу. Максимальна кількість балів — 10 (4+4+2).

## Мета проєкту
Підбіт визначає метою своєї діяльності як і проведення конкурсу серед реперів, так і ознайомлення широкого загалу з українською культурою хіп-хопу.

## Концертна діяльність
У 2014 році ПідБіт провів три фестивалі хіп-хопу Концерти відбувалися у двох містах — Києві та Львові. Учасниками фестивалів стали як переможці проведених раніше сезонів Кубку ПідБіт, так і представники суддівської команди, а також інші українські реп-виконавці.
| Дата проведення  | Концерт        | Місто | Учасники |
| ---------------- | -------------- | ----- | --- |
| 26 вересня 2014  | ПідБіт Фест    | Львів | Dj Shon, Глава 94, Sirius MC, Довгий пес, Фірман, 8 блок, ЛІРА, YVY, Dj Westa                                 |
| 8 листопада 2014 | ПідБіт Фест-2  | Львів | Місто 44, PVNCH, Центра, 322                                                                                  |
| 13 грудня 2014   | ПідБіт Фест-3  | Київ  | Буян #БЧ, Freel, Тулим, PVNCH, МІСТо 44                                                                       |
| 26 червня 2015   | ПідБіт Фест-4  | Київ  | Буян #БЧ, Архангел, Покатилла, YVY                                                                            |
| 25 липня 2015    | ПідБіт 6 років | Львів | Денні Дельта, Freel (На Відміну Від), Глава 94, 5 Ешелон, #тарарея, Zombo (KicKit), Мc Тася, Альпачіно, X-tra |
| 10 жовтня 2015   | П'ятий Підбіт  | Київ  | PVNCH, Freel (На Відміну Від), Тулим, AsQuette, Free Horizont, Первомай, YVY                                  |
| 27 серпня 2016   | Підбіт Фест-7  | Львів | PVNCH, Денні Дельта, AsQuette                                                                                 |

## PIDBIT Awards
У 2015 році заснували премію «PIDBIT Awards». Перше її вручення відбулося на початку 2015 року. Крім класичних категорій «Найкращий виконавець», «Альбом року» та «Пісня року», у списку є також «Найкраща обкладинка альбому» і «Найкраща студія звукозапису». Щороку з червня по грудень на премії кожен бажаючий може запропонувати свого претендента на перемогу в кожній із номінацій. У вересні журі конкурсу визначить по три кандидата (номінанта), а на початку наступного календарного року у вигляді концертної церемонії відбудеться нагородження найкращих за досягнення у попередньому році.
| Переможці номінацій           | 2016                                       | 2020 |
| ----------------------------- | ------------------------------------------ | ---- |
| Найкращий виконавець          | Трейн (Центра)                             |      |
| Найкращий реп-колектив        | PVNCH                                      |      |
| Пісня року                    | Freel — Всі як один                        |      |
| Альбом року                   | Кашляючий Ед — Нетривіальне чтиво          |      |
| Найкраща обкладинка альбому   | Зомбо — Атака букв                         |      |
| Найкраща відеоробота          | Гаврик — Львів Я Люблю ТБ                  |      |
| Найкраща студія звукозапису   | Nice Records                               |      |
| Найкраща співпраця (фіт)      | MadWeed ft. Vandal Syndicate — Над грішною |      |
| Найкращий батловий виконавець | Капітан Смоллет                            |      |
| Найкращий бітмейкер року      | Максі Кренк                                |      |
| Камбек року                   | -                                          |      |
| Відкриття року                | -                                          |      |